# Kerem Gülbahar
Kerem Gülbahar (* 20. August 1984 in Izmir) ist ein  türkischer Fußballspieler.

## Karriere
Gülbahar begann mit dem Vereinsfußball 1998 in der Jugend von Göztepe Izmir, wo er 2003 mit einem Profivertrag ausgestattet in den Mannschaftskader der Profimannschaft aufgenommen wurde. In der Profimannschaft schaffte er es auf Anhieb in die Stammelf und spielte hier die nächsten zwei Spielzeiten lang. Zum Sommer 2005 verließ er Göztepe und spielte der Reihe nach bei Bucaspor, Nazilli Belediyespor, Kastamonuspor, Maltepespor und Tokatspor.
Im Sommer 2011 heuerte er bei Balıkesirspor an. Mit diesem Verein erreichte er zum Ende der Drittligasaison 2012/13 die Meisterschaft und damit den Aufstieg in die TFF 1. Lig.
Zur Saison 2013/14 wechselte er zu Alanyaspor. Am Ende der Saison stieg er mit der Mannschaft in die zweite Liga auf.
Nach zwei Spielzeiten bei Alanyaspor wechselte er in der Sommerpause 2015 zu Denizlispor. Am Ende der Saison konnte der Verein die Klasse halten. Gülbahar kam insgesamt 23-mal zum Einsatz. Zur Saison 2016/17 wechselte er zu Keçiörengücü.

## Erfolge
Mit Balıkesirspor
- Meister der TFF 2. Lig: 2012/13
- Aufstieg in die TFF 1. Lig: 2012/13

Mit Alanyaspor
- Aufstieg in die TFF 1. Lig: 2013/14